# Postmates
Postmates est une entreprise américaine spécialisée dans la livraison de nourriture. En février 2019, elle opère dans 2 940 villes, aux États-Unis et au Mexique, et en juillet 2020, elle est rachetée par Uber Eats pour 2,65 milliards de dollars. Cette annonce intervient peu de temps après l'acquisition de Grubhub par Just Eat.